# Талдысай (Хобдинский район)
Талдысай (каз. Талдысай) — село в Хобдинском районе Актюбинской области Казахстана. Входит в состав Булакского сельского округа. Находится примерно в 22 км к востоку от центра аула Кобда. Код КАТО — 154239300.

## Население
В 1999 году население села составляло 1209 человек (591 мужчина и 618 женщин). По данным переписи 2009 года, в селе проживало 918 человек (451 мужчина и 467 женщин).